# Батуринська суконна мануфактура
Бату́ринська суко́нна мануфакту́ра — суконне виробництво у місті Батурині, що діяло з середини XVIII до середини XIX століття. Мануфактура заснована 1756 року графом Кирилом Розумовським, а у 1803 році, після його смерті, перейшла до його сина Андрія Розумовського.
Спочатку на підприємстві було 12 ткацьких верстатів. З 1800 року кількість верстатів зросла до 76 великих і двох малих. Вони були встановлені в 4-х мурованих дерев'яних будинках. Для постачання мануфактури прядивом у селі Великому Самборі звели два дерев'яні флігелі, де працювало понад 100 прядильниць і розщипників вовни.
Головна сукновальня знаходилася біля річки у вигляді машинного водяного млина на три колеса, де робота велася влітку та восени. В інші місяці працювали три невеликі сукновальні на ставках. У 1819 році було встановлено закуплену за кордоном ворсостригальну машину, а в наступному році кілька прядильних, ворсувальних, ватних та інших машин, які приводилися в рух кіньми. Через кілька років тут встановлено 75 таких машин. Застосування літаючих човників забезпечило підвищення продуктивності праці в два рази.
У 1797 році на мануфактурі працювало 180 економічних селян, у тому числі 60 жінок. Керували виробництвом два іноземні майстри — по сукну і по фарбуванню. В кінці XVIII століття налагоджено виробництво килимів.
У 1809 році мануфактура виробила 27 тисяч аршин сукна. З 1820 року воготовляли сукно для армії. Малопродуктивна праця кріпаків, а також марнотратство Андрія Розумовського призвели до повного занепаду мануфактури. У 1836 році вона була передана у відання опікунського управління, а 1855 році — Міністерству державних маєтностей. Того року вона припинила свою діяльність.